# Tetradymia argyraea
Tetradymia argyraea là một loài thực vật có hoa trong họ Cúc. Loài này được Munz & Roos miêu tả khoa học đầu tiên năm 1950.